# سقوط تينوتشيتتلان
كان سقوط تينوتشتيتلان ، عاصمة إمبراطورية الأزتك ، حدثًا حاسمًا في الغزو الإسباني لإمبراطورية الأزتك . حدث ذلك في عام 1521 بعد التلاعب المكثف بالفصائل المحلية واستغلال الانقسامات الموجودة مسبقًا من قبل الغازي الإسباني هيرنان كورتيس ، الذي ساعده دعم حلفائه الأصليين ومترجمه ورفيقه لا مالينش .
على الرغم من خوض العديد من المعارك بين إمبراطورية الأزتك والتحالف الذي تقوده إسبانيا ، والذي كان يتألف بشكل أساسي من أفراد من السكان الأصليين (معظمهم من تلاكسكالتيك ) ، إلا أن حصار تينوكتيتلان - وربما تحددت نتيجته إلى حد كبير بآثار وباء الجدري دمر سكان الأزتك ووجه ضربة قاسية لقيادة الأزتك مع ترك القيادة الإسبانية المحصنة سليمة) - أدى بشكل مباشر إلى سقوط حضارة الأزتك وشكل نهاية المرحلة الأولى من الغزو الإسباني لإمبراطورية الأزتك .
كان غزو المكسيك مرحلة حاسمة في الاستعمار الإسباني للأمريكتين . في نهاية المطاف ، غزت إسبانيا المكسيك وبالتالي اكتسبت وصولًا كبيرًا إلى المحيط الهادئ ، مما يعني أن الإمبراطورية الإسبانية يمكنها أخيرًا تحقيق هدفها المحيطي الأصلي المتمثل في الوصول إلى الأسواق الآسيوية.